# Aglaia integrifolia
Aglaia integrifolia är en tvåhjärtbladig växtart som beskrevs av C.M. Pannell. Aglaia integrifolia ingår i släktet Aglaia och familjen Meliaceae. Inga underarter finns listade i Catalogue of Life.